# Leonard Nelson
Leonard Nelson (Berlín, Alemanya, 11 de juliol de 1882 - Göttingen, Alemanya, 29 d'octubre de 1927) va ser un matemàtic i filòsof alemany.
Va formar part de l'escola Neo-Friesiana i fou amic del matemàtic David Hilbert. Va projectar la paradoxa de Grelling Nelson amb Kurt Grelling. Durant el seu doctorat a la Universitat de Göttingen va ser supervisat per Julius Baumann, i la seva tesi es va titular Jakob Friedrich Fries und seine jüngsten Kritiker. Fou crític amb el treball de Hegel El progrés i el retrocés en la filosofia. També és conegut per defensar la idea dels drets dels animals en la seva obra Sistema d'ètica. Juntament amb Minna Specht va ser el fundador de la Internationaler Sozialistischer Kampfbund. Uns anys abans havia fundat també la Lliga Juvenil Internacional. En aquestes dues organitzacions va tenir molta relació amb l'esperantista i pacifista suïssa Henriette Ith-Wille.
Patia insomni i va morir jove de pneumònia.